# Sea Dragon (raket)
Sea Dragon var en förslagen raket, som aldrig nåde längre än ritbordet. Iden var att minska kostnaden per kilo till omloppsbana runt jorden. Genom att bygga en större raket med befintlig teknik. Kontra, att ta fram ny tekning för en mindre raket.

## Design
Raketen skulle byggas på ett skeppsvarv och med samma material och teknik som fraktfartyg.
Raketen skulle kunna placera en last på 550 ton i låg omloppsbana runt jorden.
Raketen skulle få en diameter på 23 m och en total höjd på 150 m. Första steget skulle drivas av en raketmotorer. Även det andra steget skulle drivas av en raketmotorer. De båda raketmotorerna saknade pumpar för bränsle matning, den skulle drivas med hjälp av trycksatta bränsletankar.

## Uppskjutning
Då raketen utan bränsle skulle var lättare än vatten, skulle den bogseras ut till havs. Föra uppskjutningen skulle den fyllas med bränsle med hjälp av tankbåtar. Samtidigt skulle den stabiliseras lodrät i vattnet, med hjälp av tyngder.

## Sea Dragon i fiction
Sea Dragon spelar en avgörande roll i TV-serien For All Mankind.

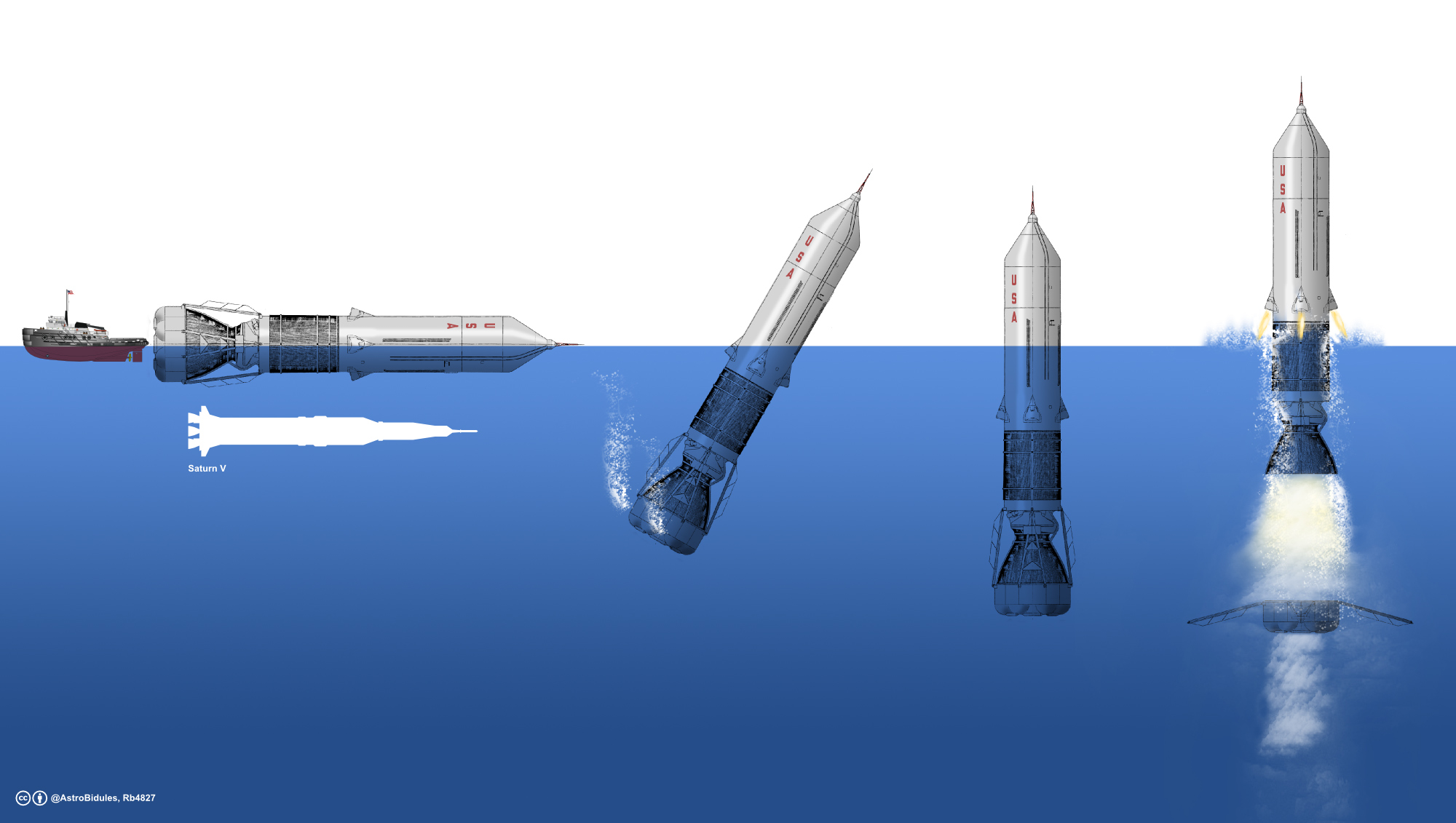
Uppskjutnings koncept